# Vladimir Nabokov

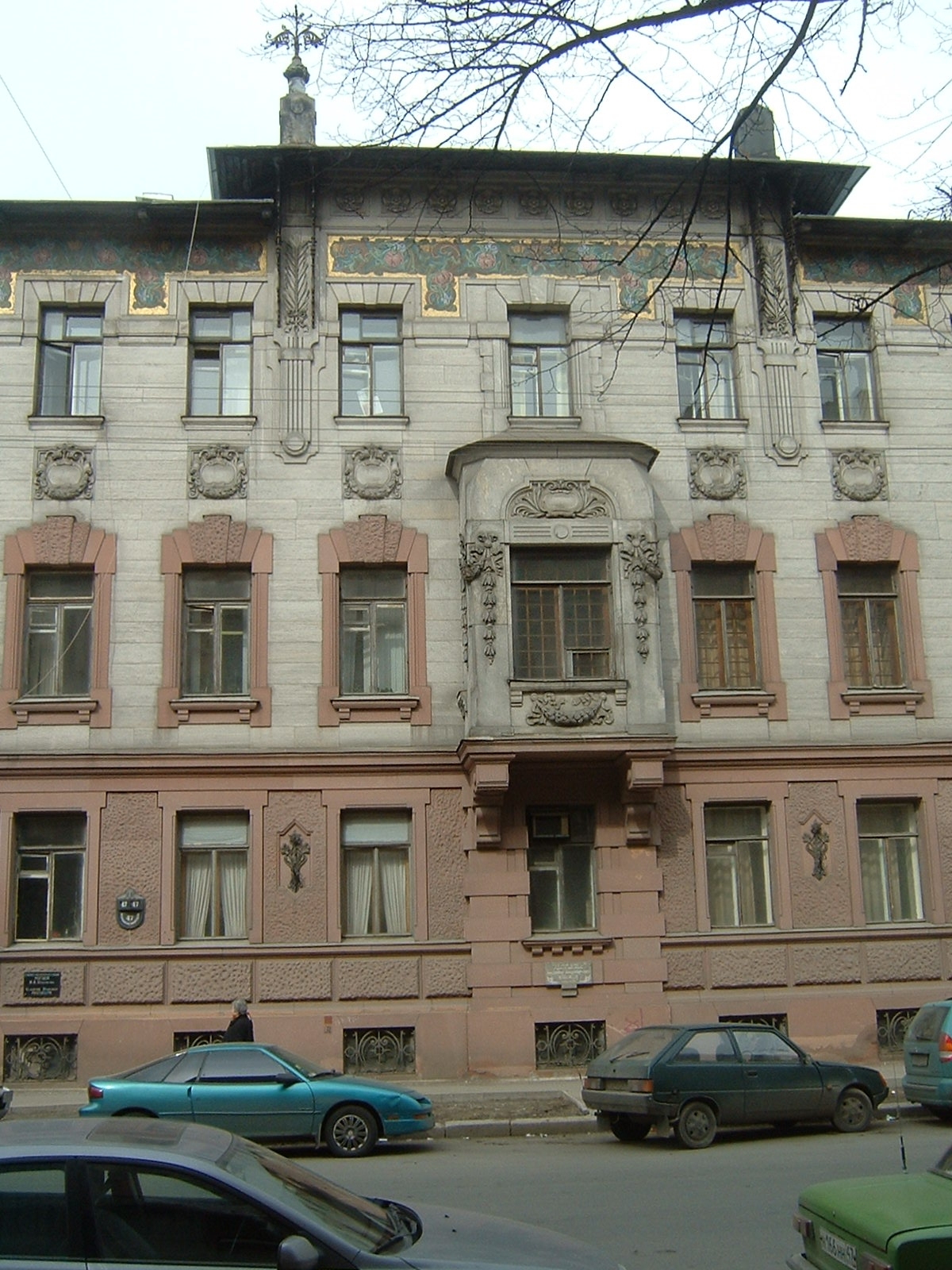
Rodný dům Vladimira Nabokova v Petrohradě

Vladimir Vladimirovič Nabokov, rusky: Владимир Владимирович Набоков, (10. dubnajul./ 22. dubna 1899greg. Petrohrad, Rusko – 2. července 1977 Montreux, Švýcarsko), byl ruský a později americký prozaik; svou ranou prózu a poezii psal pod pseudonymem Sirin.

## Život
Vladimir Nabokov se narodil 10. (22.) dubna 1899 v Petrohradu do zámožné rodiny. Jeho otec, Vladimir Dmitrijevič Nabokov (1869–1922), byl právník, známý politik a jeden z hlavních představitelů Konstitučně demokratické strany (tzv. Kadetů). Pocházel ze starého ruského šlechtického rodu Nabokovů. Jeho matka, Jelena Ivanovna (rozená Rukavišnikovová; 1876–1939), byla dcerou bohatého obchodníka se zlatem. Vladimir Nabokov měl dva bratry a dvě sestry.  
Dědeček z otcovy strany, Dmitrij Nikolajevič Nabokov, byl ministrem spravedlnosti za vlády cara Alexandra II. a Alexandra III. Babička z otcovy strany, baronka Maria Ferdinandovna von Korf (1842–1926), byla dcerou barona Ferdinanda Nikolaje Viktora von Korf (1805–1869), německého generála ruské armády. Dědeček z matčiny strany, Ivan Vasiljevič Rukavišnikov (1843–1901), byl obchodník se zlatem a mecenáš. Babička z matčiny strany, Olga Nikolajevna Rukavišnikovová (rozená Kozlovová; 1845–1901),  byla dcerou tajemníka Nikolaje Illarionoviče Kozlova (1814–1889), který pocházel z kupeckého rodu a stal se lékařem, biologem, profesorem a ředitelem imperátorské lékařské akademie a stál v čele lékařské služby ruské armády.
V rodině Nabokovových se denně hovořilo třemi jazyky: rusky, anglicky a francouzsky. Díky tomu ovládal budoucí spisovatel tyto jazyky již od dětství. Jak říkal sám spisovatel, číst anglicky uměl dříve než rusky. První roky svého života strávil Nabokov v pohodlí a blahobytu domu rodičů na ulici Bolšoj Morskoj v Petrohradu a na venkovském sídle Vyra v Gatčinské oblasti nedaleko Petrohradu.
Nabokov začal studoval na Těniševské akademii v Petrohradu, kde se několik let před ním vzdělával spisovatel Osip Mandelštam. Mezi jeho hlavní koníčky patřily literatura a entomologie, resp. lepidopterologie.
Na podzim 1916 (rok před Říjnovou revolucí) zdědil Nabokov nemovitost v Rožděstvu a milión rublů od matčina strýce Vasilije Ivanoviče Rukavišnikova. Ještě jako student Těniševské akademie vydal pod svým jménem v roce 1916 v Petrohradu svou první básnickou sbírku Verše (obsahuje 68 básní, které byly napsány v období od srpna 1915 do května 1916). V té době působil jako veselý mladý muž, který uměl „okouzlit svým šarmem a neobyčejnou vnímavostí.“ (podle slov spisovatelky Zinaidy Šachovské). Nabokov nikdy básně ze své první sbírky nereeditoval.
Říjnová revoluce donutila rodinu Nabokovových přestěhovat se na Krym, kde se Vladimiru dostalo prvního literárního úspěchu. Jeho díla byla publikována v časopise Jaltský hlas a ve svých inscenacích se jimi nechaly inspirovat místní divadelní spolky, které na Krym utekly před hrozbami revoluce. V lednu 1918 vyšla v Petrohradě sbírka Dvě cesty, jež obsahovala 12 básní Nabokova a 8 básní jeho spolužáka Andreje Balašova. Když se občas Nabokov zmiňoval o této knize, nikdy svého spoluautora neuváděl. Měl strach uvádět jména lidí, kteří zůstali v Sovětském svazu. Sbírka Dvě cesty je jedinou knihou Nabokova, kterou nenapsal sám.
Při pobytu na Jaltě ve městě Livadija se autor seznámil s Maximem Vološinem, který ho zasvětil do metrické teorie Andreje Bělého. V krymské sbírce Básně a jejich schémata přiřadil Nabokov svým básním grafické náčrtky (včetně šachových úloh a jiných poznámek). Teorii rytmiky Andreje Bělého použil ve své básni Velká Medvědice napsané v září 1918. Jedná se o schéma polopřízvuků, jež opakují formu tohoto souhvězdí.
Rodina Nabokovova navždy opustila Rusko v dubnu 1919, rok před tím, než Krym ovládli bolševici. Některé rodinné poklady si rodina vzala s sebou a z peněz získaných jejich prodejem žila v Berlíně. V té době Vladimir studoval na Trinity College univerzity v Cambridgi, kde i nadále psal ruské básně a přeložil do ruštiny Alenku v říši divů Lewise Carrolla. Na této univerzitě Nabokov založil Slovanský spolek, ze kterého později vznikl Ruský spolek Univerzity v Cambridgi. 
Otec Vladimira Nabokova, Vladimir Dmitrijevič Nabokov, byl zabit v březnu 1922. K vraždě došlo v berlínské filharmonii na přednášce o Americe a obnově Ruska P. N. Miljukova. V. D. Nabokov se pokusil zabránit atentátu černosotněnce na Miljukova, ale byl zastřelen jeho spolupachatelem.
Berlín (1922–1937)
V roce 1922 se Nabokov vrátil do Berlína a živil se výukou anglického jazyka. Jeho povídky se vydávaly v berlínských novinách a vydavatelstvích ruských emigrantů.
V roce 1922 se Nabokov zasnoubil se Světlanou Zivert, ale již počátkem roku 1923 byly zásnuby rodinou nevěsty zrušeny, protože si Nabokov nemohl najít stálou práci.
V roce 1925 se Nabokov oženil s Věrou Slonimovou, která pocházela z rusko-židovské rodiny z Petrohradu. Jejich jediný syn Dmitrij (1934–2012) překládal a vydával knihy svého otce, a zejména v Rusku zpopularizoval jeho dílo.
Nedlouho po svatbě dokončil svůj první román Mášeňka (1926). Do roku 1937 vydal v ruštině osm románů a jeho styl byl čím dál tím více složitější a stále více experimentoval s formou díla. Jeho knihy vycházely pod pseudonymem V. Sirin v časopise Sovremennyje zapisky v Paříži. Nabokovovy romány se v Sovětském svazu netiskly, ale měly úspěch u ruských emigrantů žijících na západě. V současné době jsou považovány za klenoty ruské literatury (především romány Lužinova obrana, Dar a Pozvání na popravu).
Francie a odjezd do USA (1937–1940)
V roce 1936 byla Nabokovova žena propuštěna z práce v důsledku narůstající antisemitské propagandy v Německu. V roce 1937 Nabokovovi odjeli do Francie a usídlili se v Paříži. Kromě Paříže navštěvovali ve Francii také města Cannes, Menton a další. V květnu 1940 Nabokovovi utekli z Paříže před blížící se německou armádou. Vydali se do USA posledním dostupným osobním parníkem společnosti Champlain, který si pronajala židovská společnost HIAS, aby zachránila židovské uprchlíky. Na památku Nabokovova otce, který vystupoval proti pogromům v Kišiněvě a Bejlisově aféře, dostala rodina místo v luxusní kajutě první třídy
USA
Ve Spojených státech si Nabokov mezi roky 1940–1958 vydělával na živobytí jako učitel ruské a světové literatury na univerzitách.
Svůj první román napsaný v angličtině (Skutečný život Sebastiana Knighta) napsal Nabokov ještě v Evropě, chvíli před odjezdem do USA. Od roku 1938 do konce svého života nenapsal Nabokov ani jeden román v ruštině (pomineme-li autobiografii Druhý břeh a autorský překlad Lolity). Jeho první romány v angličtině (Skutečný život Sebastiana Knighta a Ve znamení levobočka) neměly, nehledě na svou vysokou uměleckou hodnotu, komerční úspěch. V té době se Nabokov sešel s Edmundem Wilsonem a jinými literárními vědci a na profesionální úrovni se věnoval etymologii. Když Nabokov cestoval po Spojených státech, začal pracovat na svém románu Lolita. Téma románu bylo v té době naprosté tabu, díky čemuž měl Nabokov malé naděje na jeho publikaci. Jedná se o vyprávění o dospělém muži, který se vášnivě zamiloval do dvanáctileté dívky. Román byl i přesto vydán (nejdříve v Evropě, poté v USA) a rychle přinesl autorovi světovou slávu a finanční zajištění. Román byl poprvé vydán v nakladatelství Olympia Press a jak sám Nabokov později pochopil, toto nakladatelství vydávalo zejména napůl pornografické a k tomuto žánru blízké romány.
Znovu v Evropě
Nabokov se vrátil do Evropy v roce 1960 a bydlel v Montreux ve Švýcarsku, kde psal své poslední romány. Nejznámější z nich jsou Bledý oheň a Ada aneb Žár (1969).
Poslední, nedokončený román Laura a její originál vyšel v angličtině v listopadu 2009. V tomto roce byl román vydán i v ruštině nakladatelstvím Azbuka. (překlad G. Barabtarlo, redakce A. Babikov)
Nabokov zemřel 2. června 1977 a byl pohřben na hřbitově v Clarens, nedaleko Montreuxu ve Švýcarsku.
Sourozenci
Sergej Vladimirovič Nabokov (1900–1945) – překladatel, novinář, zemřel v koncentračním táboře Neuengamme.
Olga Vladimirovna Nabokovova (1903–1978) – v prvním manželství Šachovská, ve druhém manželství Petkevič.
Jelena Vladimirovna Nabokovova (1906–2000) – v prvním manželství Skuliari, ve druhém manželství Sikorská. Její korespondence s bratrem Vladimirem byla vydána knižně.
Cyril Vladimirovič Nabokov (1912–1964) – básník, kmotřenec svého bratra Vladimira.

## Dílo
Do roku 1940 psal rusky, anglicky začal psát ještě před emigrací do USA (The Real Life of Sebastian Knight). Jeho lyrická poezie je ovlivněna expresionismem a symbolismem. Často se zabýval problematikou odcizení a problémy ruských politických a intelektuálních emigrantů. Ve svých (zejména pozdějších) dílech často využíval parodii a ironii. Jeho literární dílo má i výraznou a kritiky dosud neprávem opomíjenou filozofickou rovinu, přičemž důraz je kladen na prolínání relativní povahy času a prostoru. Jeho nejdelší román ADA or Ardor: A Family Chronicle (McGraw-Hill 1969) se odehrává na úplně jiné planetě.
Autorský styl
Nabokova díla jsou charakteristická svou složitou literární technikou, hlubokou analýzou emocionálního rozpoložení postav ve spojení s nepředvídatelným dějem. K jeho nejznámějším dílům se řadí Mášenka, Lužinova obrana, Pozvání na popravu a Dar. Ve známost vešel po vydání skandálního románu Lolita, který byl mnohokrát zfilmován (1962, 1997).
V románech Lužinova obrana (1929–1930), Dar (1937), Pozvání na popravu (antiutopie; 1935–1936) a Pnin (1957) dochází ke srážce duchovního světa jedince se smutně primitivním průměrným měšťanským nebo vulgárním světem, kde vládnou faleš, iluze a fikce. Nabokov nicméně nezůstává jen u sociální úrovně textu, ale rozpracovává metafyzické téma vzájemného vztahu různých „světů“: reálného, autorského, šachového, světa Berlína, vzpomínek na Rusko, obyčejných lidí atd. Volné propojování těchto světů je jednou z charakteristik moderního umění. Pocit něčeho nového a svobodného dávají dílům Nabokova také specifické jazykové obraty, dokonalost osobitého stylu díky specifické konvexnosti a zdánlivě nepatrné popisné pasáže.
Ve skandálním bestselleru Lolita (1955) dochází ke spojení erotiky, milostné prózy, sociálně-kritických pasáží a populárních témat. Výsledkem propojení těchto témat je propracovaná estetika a jistá filozofická hloubka románu. Mezi hlavní prvky románu patří egoismus, který ničí lásku. Vypravěčem románu je vypočítavý, vzdělaný Evropan, který kvůli své lásce z dětství trpí chorobnou vášní k sexuálně atraktivním nezletilým dívkám (nymfičkám).
Lyrika s motivy nostalgie; memoáry (Promluv, paměti; 1966).
Povídky mají podivuhodnou lyrickou sílu. Obsahují mnoho problémů, které se objevují v románech, např. téma jiného světa a s tím spojené téma pomíjivého prožitku atd. Mezi nejlepší povídky s touto tematikou patří Čorbův návrat; Jaro ve Fialtě; Vánoce; Oblak, jezero, věž; Terra Incognita a novela Oko.
Překlady do angličtiny: Evžen Oněgin Alexandra Puškina, Hrdina naší doby Michaila Lermontova a Slovo o pluku Igorově.
Nobelova cena za literaturu
Od počátku šedesátých let dvacátého století se proslýchalo, že má být Vladimir Nabokov nominován na Nobelovu cenu za literaturu. Na tuto cenu byl navrhnut čtyři roky po sobě. V roce 1963 ho navrhl Robert Adams, v roce 1964 Elizabeth Hill, v roce 1965 Andrew J Chiappe a Frederick Wilcox a v roce 1966 Jacques Guicharnaud.
V roce 1972 napsal Alexandr Solženicyn (obdržel cenu v roce 1970) dopis švédskému výboru, ve kterém doporučoval nominovat Nabokova na Nobelovu cenu za literaturu. Nehledě na to, že nakonec nikdy nominován nebyl, napsal Nabokov v roce 1974 Solženicynovi (po jeho vyhoštění ze Sovětského svazu) děkovný dopis a projevil v něm úctu za toto gesto. Několik autorů (především z novin London Times, The Guardian a New York Times) následně zařadili Nabokova ke skupině spisovatelů, kterým se neprávem nedostala nominace na Nobelovu cenu.

### Prózy
- Mášeňka – 1926
- Král, dáma, kluk – 1928
- Lužinova obrana – 1930
- Smích ve tmě – 1932
- Hrdinský čin – 1932
- Zoufalství – 1934
- Pozvání na popravu – 1935
- Dar – 1938
- Skutečný život Sebastiana Knighta – 1941, český překlad: Pavel Dominik, Praha : Paseka, 2018
- Ve znamení levobočka (Bend Sinister) – 1947, Psáno 1945–1946, český překlad: Pavel Dominik, Praha : Paseka, 2002, ISBN 80-7185-451-4; zpracováno jako četba na pokračování v Českém rozhlasu, čte Pavel Soukup, režie Pavel Krejčí. Připravil Český rozhlas Hradec Králové [4].
- Lolita – Paříž 1955, USA 1958, česky 1991, 2003, 2007, jeho nejznámější dílo. Příběh dvanáctileté nymfičky (slovo, které Nabokov vymyslel) a jejího o více než třicet let staršího pěstouna a milence v jedné osobě. Toto dílo je považováno za jedno z nejkontroverznějších děl literatury 20. století.
- Nezvratný důkaz – 1951
- Jiné břehy – 1954
- Pnin – 1957 – Příběh „věčného exulanta“ Timofeje Pavloviče Pnina a jeho hořce komické konfrontace s americkým akademickým prostředím i se západním světem.
- Bledý oheň – 1962
- Ada aneb Žár – 1969, český překlad: Pavel Dominik, Praha : Paseka, 2015
- Průzračné věci – 1972
- Koukej na harlekýny – 1974
- Promluv, paměti /Návrat k jedné autobiografii – 1961, vzpomínky. Česky 1998

### Monografie
- Nikolaj Gogol
- Evžen Oněgin

### Výbory v češtině
- Povídky 1 (1921–1929)
- Povídky 2 (1930–1937)
- Povídky 3 (1938–1952)

### Sekundární texty o autorovi / Biografie
- Vladimir Nabokov – Od Mášenky k Daru (autor: Michal Sýkora)
- Vladimir Nabokov – „Americká“ témata (autor: Michal Sýkora)
- Podivuhodný podvodník (autor: Leszek Engelking)
- Hra v románu Vladimíra Nabokova (autor: Zdeněk Pechal)

Mimo vlastní literární činnosti se věnoval překladům, kdy se soustředil především na díla Heineho, Lermontova a Puškina